# ロン・コーヴィック
ロン・コーヴィック（Ron Kovic、1947年7月4日 - ）は、元アメリカ海兵隊員の反戦活動家。自らの体験が『7月4日に生まれて』（Born on the Fourth of July）で映画化される。

## 人物

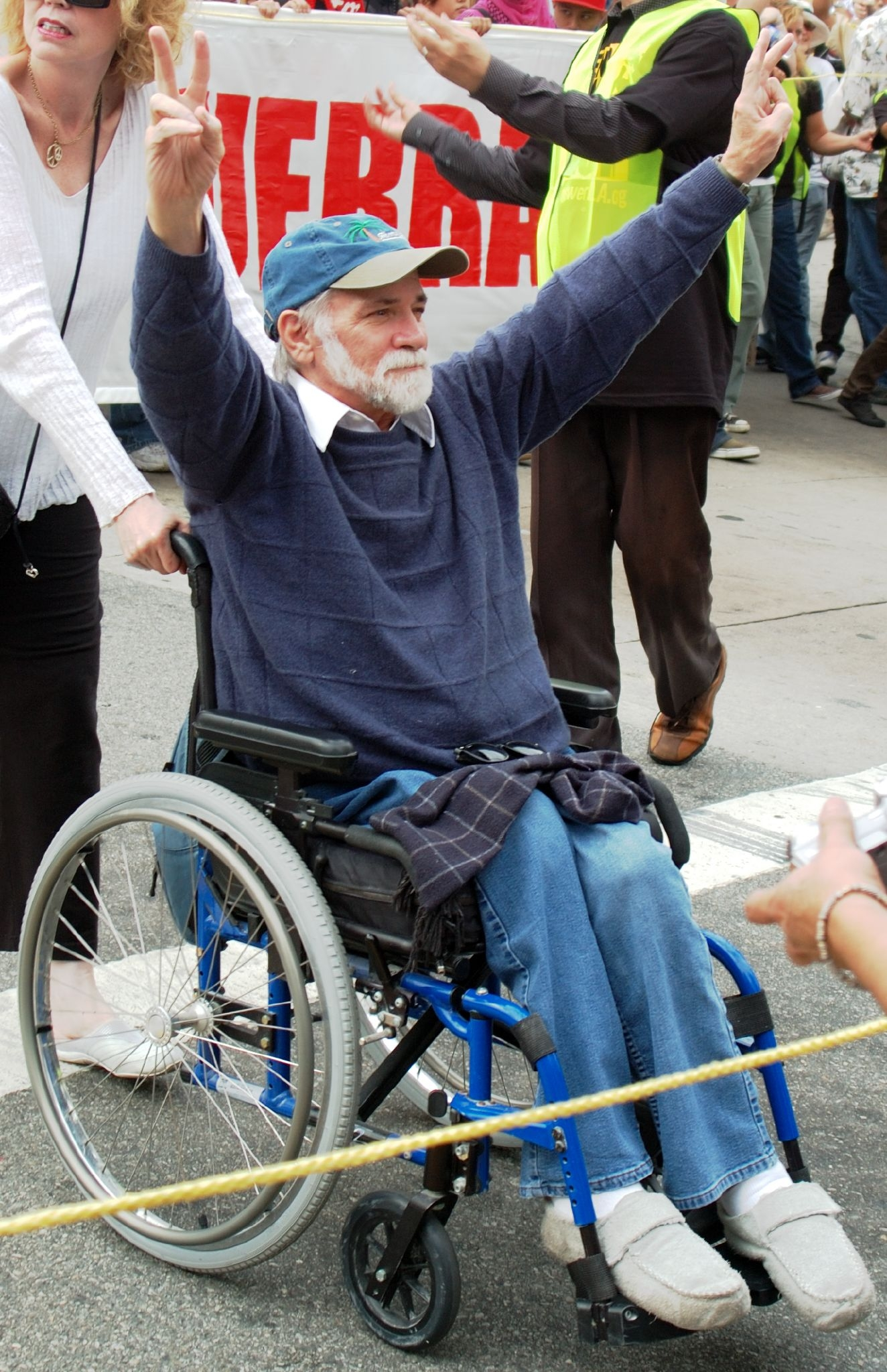
ロン・コーヴィック(2007年)

1947年7月4日に、ウィスコンシン州のレディースミスに生まれる。ニューヨーク州のマサペクァ市に育つ。高校卒業直後の1964年9月に、アメリカ海兵隊に登録する。1965年12月に、ベトナム戦争に従軍することとなる。1967年に、ブロンズスターメダルとパープルハート章を授与される。また、1967年1月に帰国するも、またベトナム戦争でのアメリカ海兵隊の作戦行動に参加する。1967年10月、アメリカ海兵隊員を誤射して死なせる。1968年1月20日、撃たれて踵の一部が吹き飛び、脊髄を損傷するという重傷を負う。その後、除隊とともに、車椅子生活を送ることとなる。
1970年5月に、ケント州立大学射殺事件のデモに参加し、それがコーヴィックの反戦活動の最初となる。1971年春のカリフォルニア州オレンジでの徴募事務所での抗議行動で、初めて逮捕されることとなる。なお、コーヴィックは、通算12回、逮捕されている。1972年での共和党全国大会での抗議行動で注目されている。
1976年7月の民主党全国大会では、演壇での講演の機会が与えられている。
1989年に、コーヴィックの体験が、オリバー・ストーン監督の『7月4日に生まれて』（Born on the Fourth of July）で映画化される。コーヴィック自身、この映画の脚本のクレジットに登場している。コーヴィックを、トム・クルーズが演じている。
1991年の湾岸戦争反対運動、2003年からのイラク戦争反対運動にも、参加し注目を浴びている。

## 著作
- ロン・コビック『7月4日に生まれて』日高義樹 訳、集英社、東京〈集英社文庫〉、1990年1月25日。ISBN 978-4-087-60177-0。